# 安澤武
安澤武（英語：Cedrick Angelo King Deumaga Tchangou，1986年1月30日—），喀麥隆职业足球运动员，现效力四海流浪。

## 連結
- 安澤武 – FIFA國際賽競賽紀錄 (存檔)
- （日語） アフリカユース選手権（U-17） 2003 スワジランド